# هانس ري
هانس ري هو دراج سويسري، ولد في 4 يونيو 1966 في كنتسينغن في ألمانيا.

## وصلات خارجية
- الموقع الرسمي